# Шеген
Шеге́н (каз. Шеген) — село у складі Джангельдинського району Костанайської області Казахстану. Адміністративний центр та єдиний населений пункт Шегенської сільської адміністрації.
У радянські часи село називалось Станція.
Населення — 436 осіб (2021; 657 у 2009, 902 у 1999, 765 у 1989).